# والله إن هذه الحكاية لحكايتي

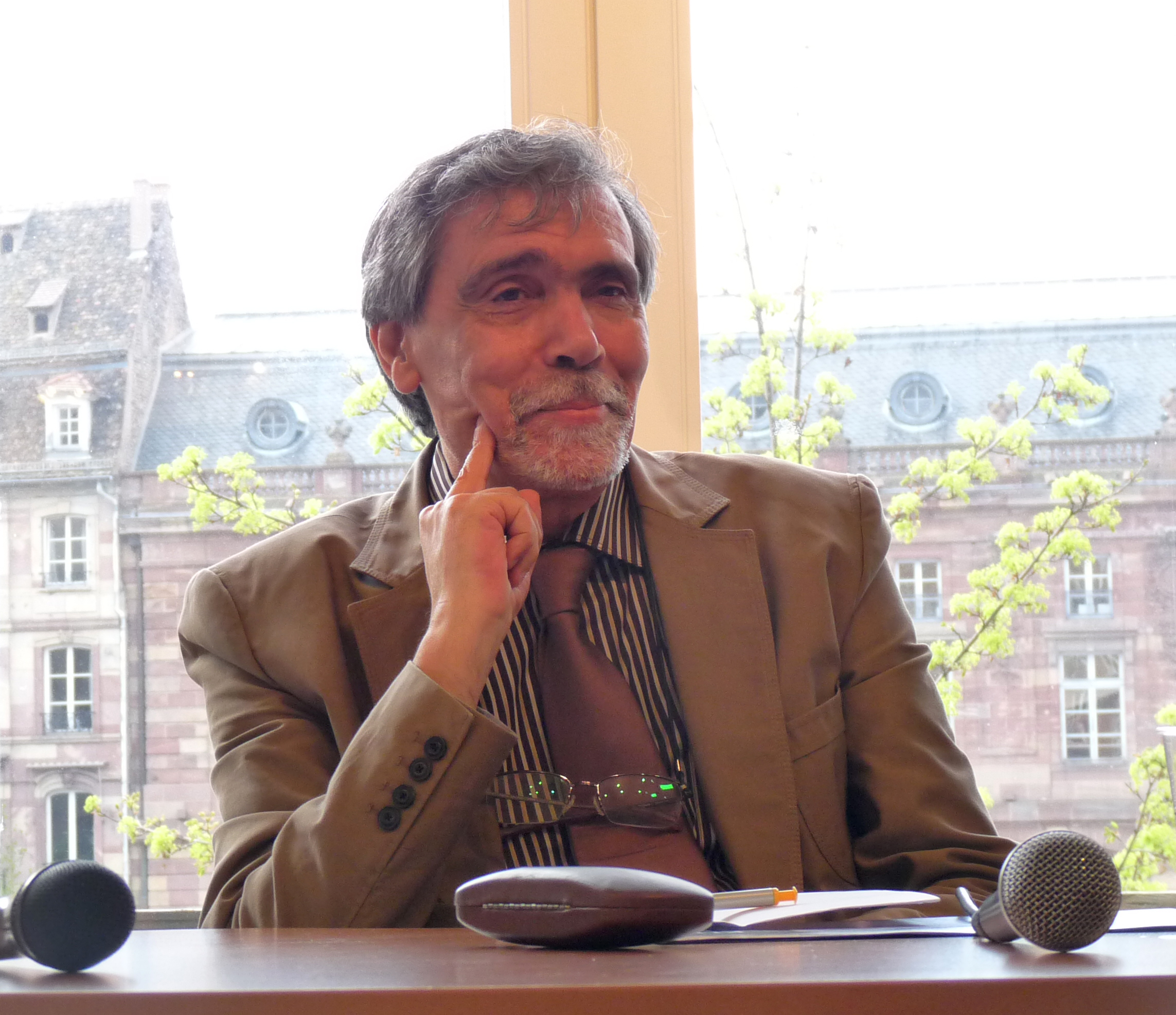
الكاتب عبد الفتاح كيليطو

والله إن هذه الحكاية لحكايتي هي رواية للكاتب عبد الفتاح كيليطو،  الفائز بجائزة الملك فيصل العالمية في اللغة العربية والأدب وبجائزة الفرنكوفونية الكبرى التي تمنحها الأكاديمية الفرنسية. قد صدرت هذه الرواية عن منشورات المتوسط، ميلانـو، إيطاليـا، سنة 2021،  وعدد صفحاتها في هذا الاصدار (142 صفحة) وقد  كتبها عبد الفتاح كيليطو باللغة العربية رغم أن أغلب كتبه ومؤلفاته كانت تصدر باللغة الفرنسية، تُرجمت هذه الرواية إلى عدة لغات منها اللغة الفرنسية. وكانت ضمن أفضل الروايات المغربية في سنة 2022. تضم الرواية خمسة فصول وهي: "نورا علـى السطح" "أبـو حيان التوحيدي" "قدر المفاتيـح" "هي أنت، وليست أنت" و"خطأ القاضي ابن خلكان".

## العنوان
يتألف العنوان من تركيب ويهدف إلى تأكيد اليقين بشأن نسبة الحكاية إلى الذات ويروم إزالة اللبس، فالقسم  وأدتا التوكيد "إن" و"اللام الواقعة جوابا للقسم "يرجحان ذلك، لكن الرواية بكاملها تنهض خلافا لظاهر عنوانها على لبس منسوب بارتياب مكين، ارتياب يتوزع كل مشاهدها.

## شخصيات الرواية
- حسن ميرو  :الزوج
- نورا: زوجة حسن
- يوليوس موريس
- نورما زوجة موريس

## نبدة عن الرواية
تتداخل في الرواية أنواع عدة من الخيال والفانتازيا والعجائبية وهي ليست من الروايات ذات البناء الكلاسيكي أي تلك التي لها بداية ووسط ونهايةو هي  لا تعالج أحداثاً مهمّة في المتن السرديّ، ولا ينتظر القارئ نتيجة متوالية الأحداث، بل هي تأخذ البطل في سلسلة من التساؤلات والتأملات.
تهرب نورا حاملة والديها بعيدا عن بيت حسن وأمه، بعد أن عثرت على ثوب الريش الذي يمكنها من الهرب واسترجاع ذاتها كجنية. وتتداخل حكاية حسن ميرو مع حكاية حسن البصري الصائغ  في ذهن السارد، حيث نشآ” يتيمين وارتباطا بالكتب، ثم يروي حكاية حسن البصري الذي نشأ يتيما وعمل صائغا في البداية، واهتدى بفعل كتاب "بهرام المجوسي"،والذي من خلاله استطاع السفر والظفر والزواج  ببنت أعظم ملوك الجن بعدما استولى منها على ثوب الريش. كما يتحدث عن حسن ميرو ولقائه الأول بالأدب من خلال تمرين إنشاء مدرسي استحسنته معلمته (ص 24 الرواية)، وقد تأثر بكتاب "عصفور من الشرق" لتوفيق الحكيم ورحلته الى باريس،كما يسرد علاقته بنورا الفرنسية  في باريس.
ينتقل إلى الحديث عن تهيئ حسن ميرو أطروحة دكتورة يبحث فيها معمقا حول أدب أبي حيان التوحيدي الذي عانى من عدم اعتراف  معاصريه بعبقريته. ونعيش معه تفاصيل  تهييئه لأطروحة الدكتوراه حول أدب أبي حيان التوحيدي والمفاوضات المضنية مع أستاذه المشرف على أطروحته. بعد ذلك يورد المؤلف سيرة أبي حيان التوحيدي وتميزه،و كذا الفقر والتكفف الذي عاش فيه ردحا من الزمن، ويقف عند قراره إحراق كتبه عندما أوشك على الموت ويفسر ملابسات هذا التخلص من كتبه.
و تقف الرواية مطولا حول موضوع وأسباب وملابسات إحراق "التوحيدي" لكتبه، ويعاني حسن من وزاد من مطالبة الأستاذ المشرف بالبحث عن عناوين الكتب التي أحرقها التوحيدي...، ولا يقتصر على ذلك بل يعرج على تمحيص حكاية وفاة الجاحظ تحت ركام كتبه ويشكك في هذه الرواية، والأوجه الشبه والاختلاف بين الرجلين. ثم يسرد الخلاف بين الوزير والأديب ابن عباد والتوحيدي وأسبابه.
تورد الرواية بتفصيل كتاب " مثالب الوزيرين"لأبي حيان التوحيدي، وتعرض مختلف الروايات والاشاعات حوله خاصة "اللعنة " التي يصاب بها كل من قرأه(الرواية ص 56)، كما تصف خوف حسن من القراءة بسبب اللعنة التي تلاحق كل من قرأه،و الجدال الذي سببه هذا الموقف " الجبان" في نظر نورا، لتتخذ قرارا بقراءاته متحدية حسن.
و تنتقل إلى الحديث عن لقاء حسن بيوليوس موريس  وزوجته نورما بنيويورك حيث قدم له مقالته "خطأ القاضي ابن خلكان" حيث أورد شهادته عن تأكيد لعنة قراءة كتاب "مثالب الوزيرين" التي تقع على كل من قرأه وامتلكه، وأنه جرب ذلك وجربه غيره ممن يثق بهم ( الرواية ص 125) مما جعله كتابا أسطوريا.
كما أوردت نورما توقف موريس عن ترجمة الكتاب " الملعون" بعدما تنبأت  غجرية بموته بعد كتابة ثلاث كتب  أثناء  عطلة بإشبيلية قضياها معا.

## اقتباسات من الرواية
- ليصبح كاتبا عربيا يتعين عليه ويا للمفارقة الذهاب إلى فرنسا (ص 25 الرواية)
- أن يمارس كتاب تأثيرا على القارئ، أن يقلب حياته رأسا على عقب فهذا ليس مفاجئا (ص 35الرواية)
- من اللازم معارضة الأفكار التقليدية،و التمثل بالعقول النيرة والجريئة التي تناهض استبداد الأحكام المسبقة، نعم ينطوي الأمر بالضرورة على مخاطر ولكن لا يهم، يجب مناهضة أشكال الخرافة حتى لو كان على حساب الحياة (الرواية ص 93)
- كان ذلك، بلا شكٍّ، أوَّل لقاء لي بالأدب. الشِّعْر كفزع أمام الكون.
- إننا، مهما حدث، نسترجع، بكلِّ تأكيد، ذواتنا، فليس من السهل أن ننفصل عنها، أن نضيع.

## نقد
ترتكز الرواية على حكاية غائبة رغم حضورها بضمير المتكلم منذ البداية. تبدأ الرواية بامرأة تُدعى "نورا" التي تطير من سطح بيت الراوي، ولكن حكايتها تنتهي قبل أن تبدأ حكاية الراوي المنتظرة، ليظل السرد واجهة بلا مضمون واضح. الرواية تعتمد على نفي الحكاية الحاضرة، مما يترك الأحداث رهنًا بتخمين القارئ. تسيطر شخصية الراوي، ثم تفسح المجال لحكايات أخرى مثل قصة حسن البصري وجنيته، ما يقلب توقعات القارئ حول السرد. يظهر العنوان كقسمٍ يعزز الشك عوضًا عن اليقين، مما يدفع القارئ للتشكيك فيما يُروى، ليشبه بذلك الحكاية الشعبية التي تثير الفضول تجاه المجهول.
وتتناول الرواية أبعادًا متعددة لمفهومات اللبس، والهذيان، والتناسخ، حيث يظهر هذا منذ عنوان الرواية الذي يوحي بيقين، لكنه يكشف في الوقت نفسه عن شكٍّ متنامٍ عبر السرد. العنوان يوحي برغبة في توثيق الحكاية ونسبتها إلى شخص محدد، ولكن الرواية بكاملها تقوم على غموض عميق يلف أحداثها وشخصياتها، بحيث تبدو وكأنها تبحث عن هويّة أحداثها وأصلها، مما يثير تساؤلات حول وجود أحداث حقيقية أو مجرد تأويلات تُصبح جزءًا من الحكاية نفسها، منتجةً حالة من الارتياب الفكري داخل السرد.
يقدّم عبد الفتاح كيليطو في روايته «والله إن هذه الحكاية لحكايتي» أسلوبًا متميزًا يعتمد على الحكاية المتشابكة التي تنبني على تداخل بين الماضي والحاضر. يبدأ بضمير المتكلم، لكن سرعان ما يتلاشى حضوره لصالح قصص أخرى مثل حكاية شهرزاد وحكايات التراث العربي، لينسج متاهة فكرية تربط القارئ بأعماق النصوص التراثية التي لطالما أعاد تأويلها، كألف ليلة وليلة. كيليطو لا يكرر نفسه، بل يعيد تركيب قطع من الكتب القديمة، ليكشف عن معانٍ جديدة عند كل قراءة.